# 那須高資
那須高資(なす たかすけ，出生年不詳－天文20年1月22日(1551年2月27日))日本戰國時代的武將，下野國的戰國大名。那须氏19代当主。那須資胤的異母兄弟。

## 生平
自永正之亂開始古河公方家內鬥影響之下導致下野各方大名紛爭不段，因此高資自少年時期就和父親那須政資和弟弟那須資胤敵對，交戰數次後由高資取勝。1544年，政資正式將家督讓與高資。繼承家督的高資試圖強化軍事以圖擴張領土，但是制度過於嚴格不受領民支持以失敗收場。
1549年，高資率領300騎攻打宇都宮氏領土，宇都宮氏領主宇都宮尚綱則率領2500騎在喜連川迎敵，高資在樹林設置伏兵伏擊使宇都宮軍混亂，之後高資親自突擊宇都宮本營，宇都宮尚綱被高資殺害，那須軍得到了最終的勝利。
戰後宇都宮氏處於無領主狀態，趁著宇都宮家臣內部爭鬥，那須高資趁勢攻下宇都宮數座城池，成功把版圖擴張到塩谷郡一帶。
1551年高資被宇都宮家臣芳賀高定以謀略殺害，橫死。之後弟弟那須資胤受到高資重臣大田原資清雍立繼承了那須家。

## 性格特徵
高資武藝高強馬術過人，是一個好戰的野心家，但是與家臣相處不好，缺乏政治能力，以致腹背受敵，遭到家臣千本資俊手刃。